# Latgyprogorstroy

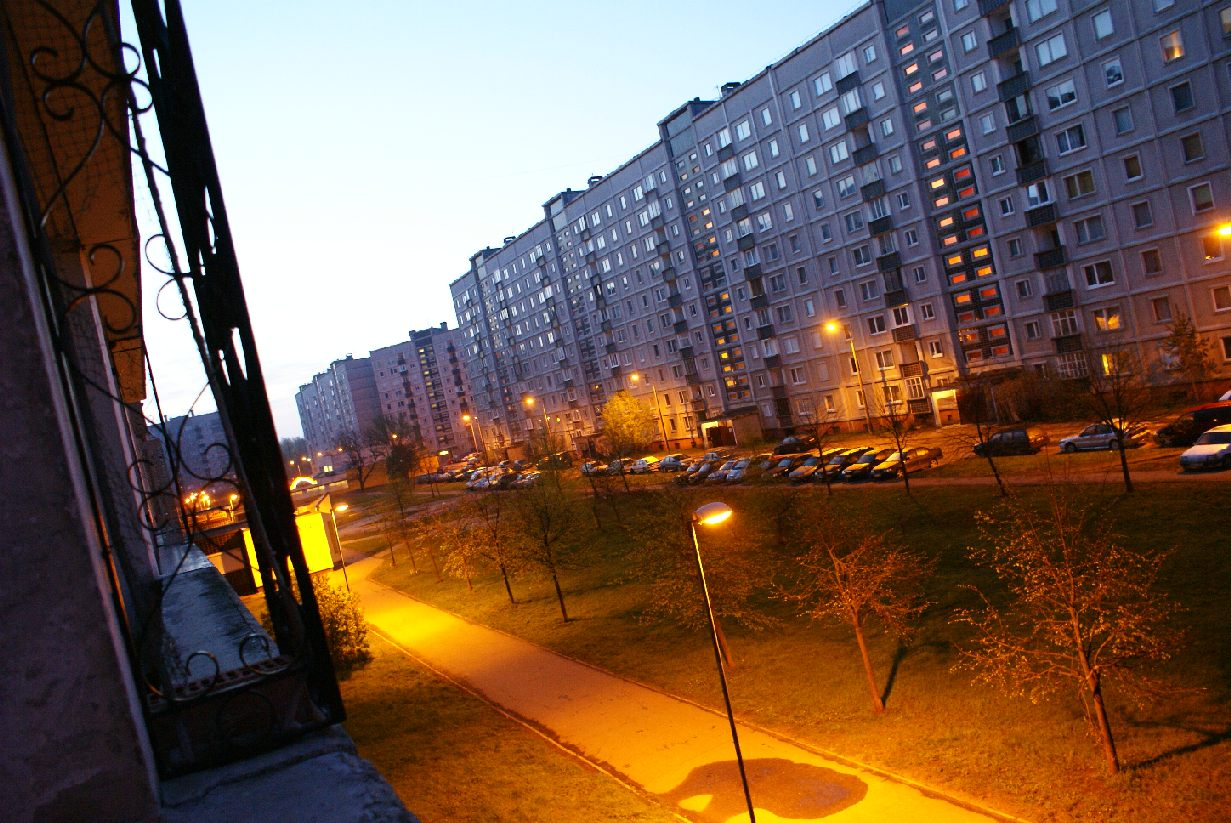
Carrer Biezina de Riga amb habitatges de l'època del Latgyprogorstoy.

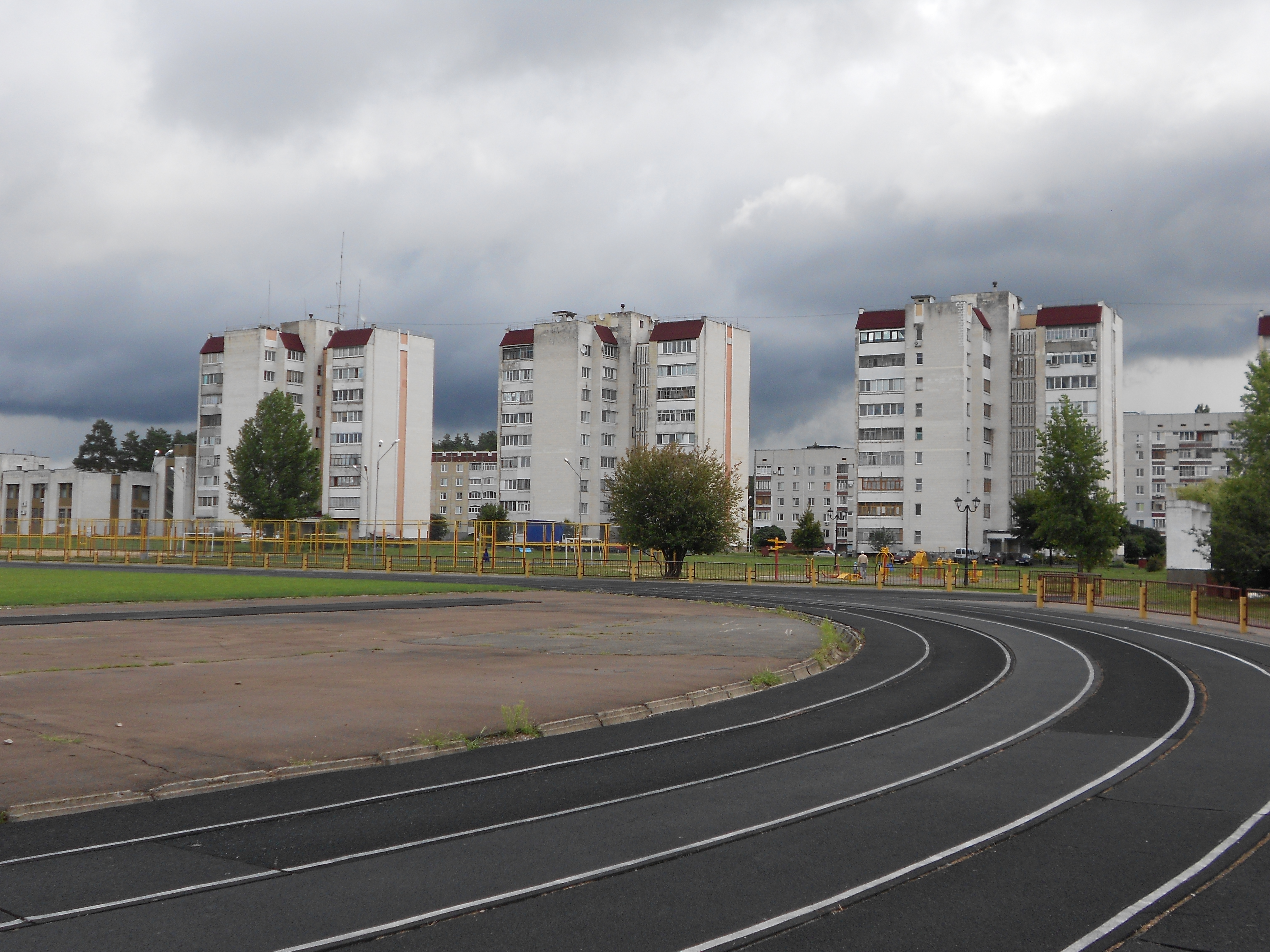
Vista d'un barri de Slavutich.

Latgyprogorstoy (en rus: Институт "Латгипрогорстрой") fou el principal institut de disseny d'edificis d'apartaments a la República Socialista Soviètica de Letònia. Fundat el 1951 i en actiu fins a la seva dissolució el 1990.

## Història
Fundat el 1951, l'institut va participar en la construcció dels barris més moderns de Riga, Liepaja i Daugavpils. Els edificis, no artístics, presentaven gran nombre de defectes, però el propòsit més important era proporcionar a Letònia una gran quantitat d'habitatges a baix cost. La major part dels projectes de Latgyprogorstroy van ser estàndard, amb un fons de seguretat important i que encara constitueix una gran part dels habitatges de les ciutats del país. Juntament amb el projecte dels edificis d'apartaments l'institut també en va realitzar d'altres per a escoles, llars d'infants, instal·lacions esportives així com el subministrament d'aigua i claveguerams.
També models d'aquesta mateixa construcció es van utilitzar en altres repúbliques de la Unió Soviètica. Entre altres dissenys, Latgiprogorstroy el 1986 va participar en la construcció de la ciutat de Slavutich (en ucraïnès: Славу́тич), la nova residència per acollir a empleats i les seves famílies després de l'accident de la central nuclear de Txernòbil.

## Arquitectes
- Modris Ģelzis
- Viktors Valgums
- Normunds Pavārs
- Zane Kalinka
- Andris Kokins